# デッドゾーン (エコロジー)

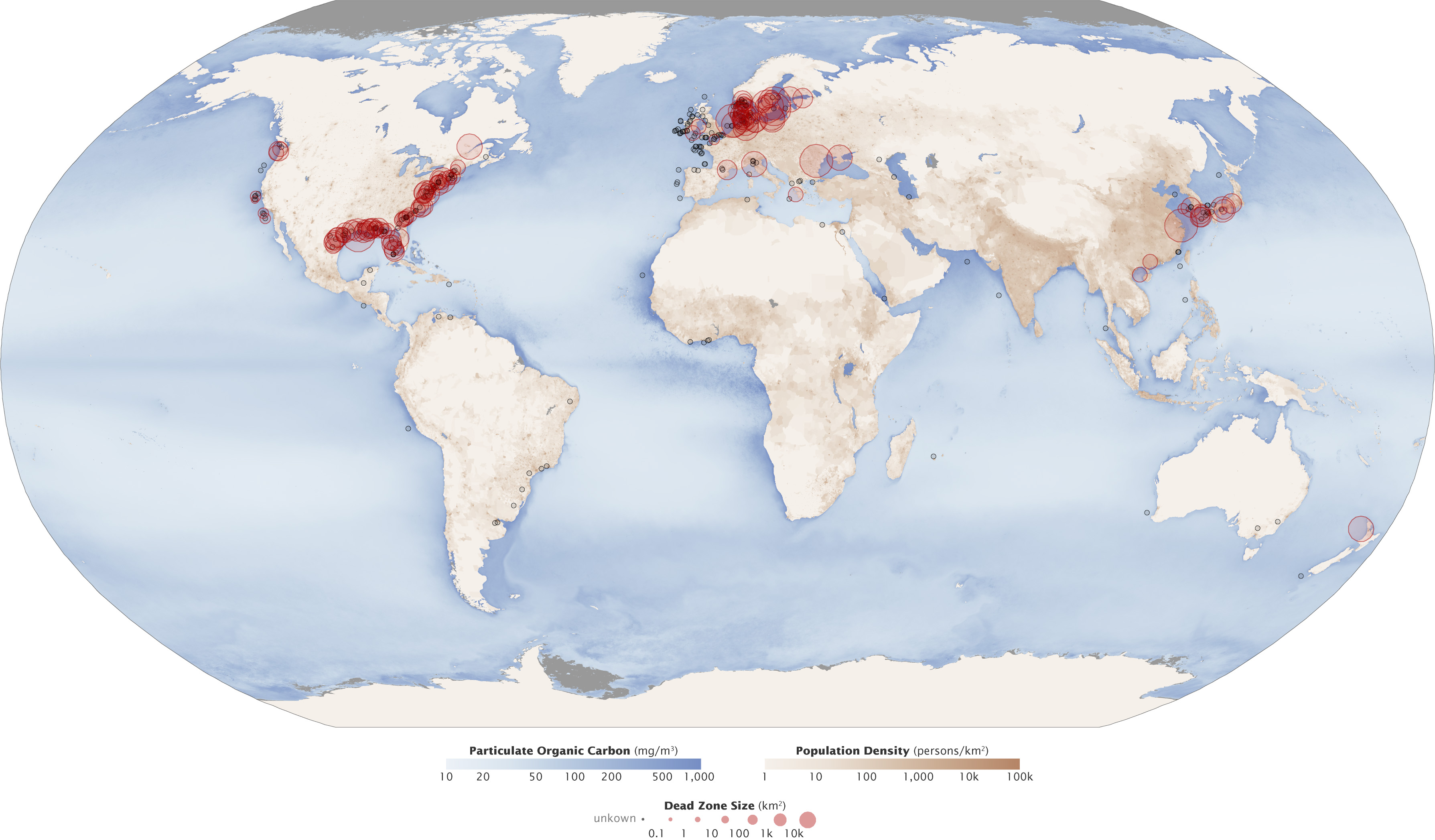
赤い丸は、貧酸素水塊水域（デッドゾーン）の場所と規模を表している。黒い点は規模が不明なデッドゾーンである。
海中生物が生息できない溶存酸素量低下水域の規模と数は、20世紀後半から爆発的に増加した。

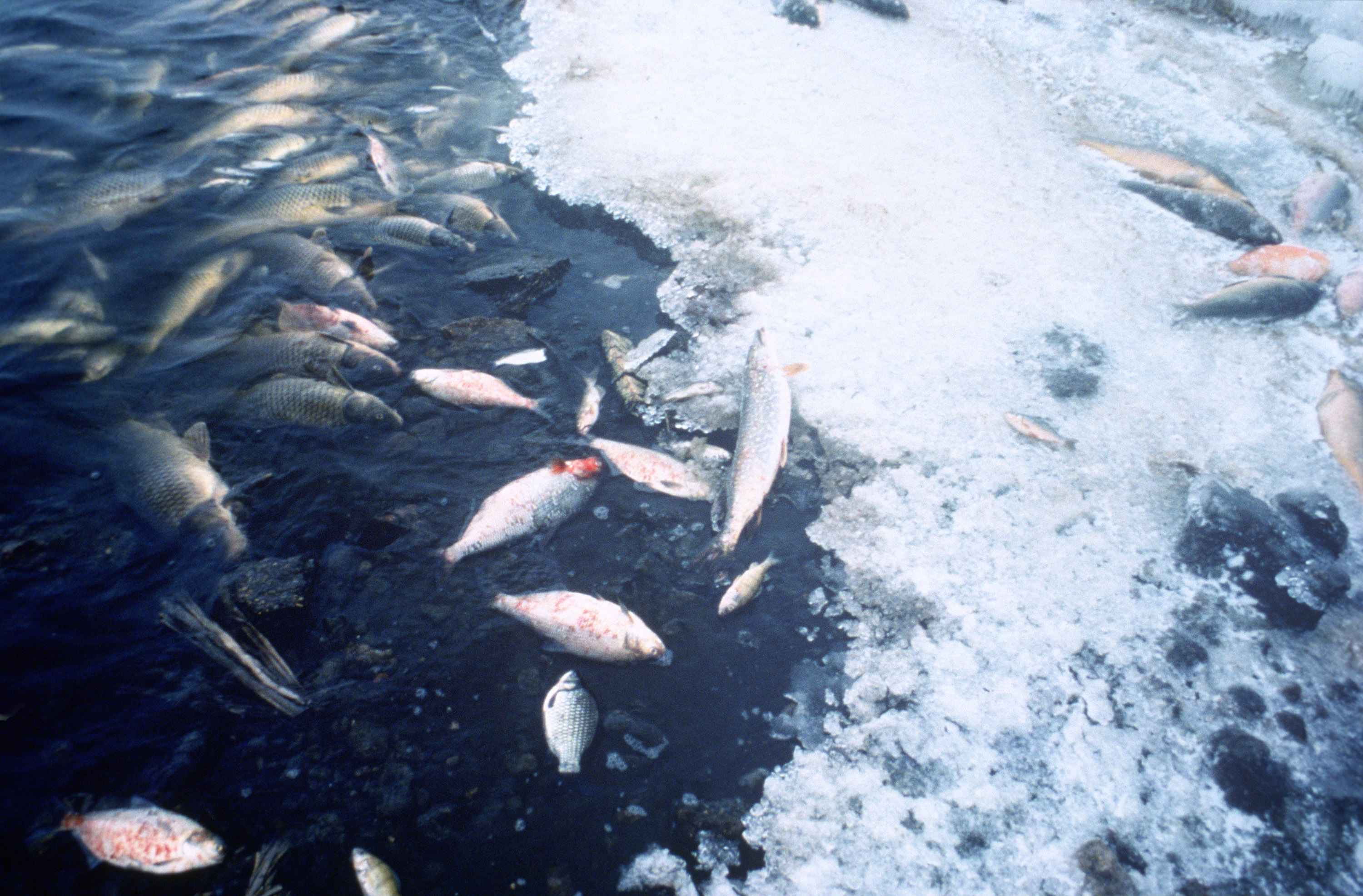
魚の大量死。多くの場合、デッドゾーンによるもの。

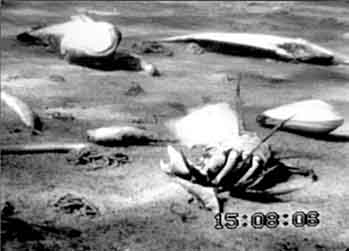
バルト海西側の海底の様子。デッドゾーンによって多くの蟹と貝が死んでいる。

デッドゾーンは、人間の活動によってもたらされた過剰な富栄養化によって発生する湖や海の無酸素、貧酸素水塊水域の事である。海洋無酸素事変のように自然現象としても発生していたが、1970年代になって海洋学者達が増加した実例と規模の拡大に注視するようになった。
2004年3月、国際連合環境計画が発行する第1次地球環境概観年鑑(2003年)には、146か所が報告された。2008年の調査では、世界中で405か所が見つかっている。

## 原因
海底地形による影響
埋め立てや建築資材等に使用する海底土砂の大規模な採取によって大きな窪地が形成され、そこでは水の流れが淀み好気的な生物活動が妨げられ貧酸素水塊や硫黄酸化物を多く含んだ青潮（苦潮）が発生しやすくなる。
水流
水温、塩分濃度差によって形成される成層（上が熱い風呂のように夏の水面に層が出来る）により水の流れが淀み、表層で生産された酸素が有機物分解によって酸素が消費される底層へ行き渡らなくなりデッドゾーンが形成されやすくなる。
富栄養化
富栄養化により植物プランクトンを含む多くのプランクトンが増加するが、光合成が出来ない夜では酸素の消費が大きくなる。
植物プランクトンには、シアノバクテリア、緑藻などがいるが、窒素とリンの投入量が増えると、一般的にシアノバクテリアが増加する。他の植物プランクトンはシアノバクテリアを餌に増加した生態系によって減ってしまう。そして、シアノバクテリアは毒を持つため、魚や動物プランクトンはやがて死に絶え、減らなくなったシアノバクテリアによって赤潮が発生してしまう。死に絶えた魚や動物プランクトンは海底で分解される過程で大量の酸素が消費されデッドゾーンを形成する。

## 種類
発生間隔などから幾つかの種類に分けることが出来る。
- Permanent dead zones （恒久的デッドゾーン） - 常に酸素が低下している水域
- Temporary dead zones（一時的なデッドゾーン）- 数時間から数日の間、酸素が低下する水域
- Seasonal dead zones（季節的なデッドゾーン） - 季節で発生する（通常、暖季）
- Diel cycling hypoxia（日サイクル無酸素水域）- 日中で変化する水域（大抵、夜間）